# 釜萢敏
釜萢 敏（かまやち さとし、1953年7月5日 - ）は、日本の医師・医学者、政治家。自由民主党所属の参議院議員（1期）。医学博士（日本医科大学・1984年）。公益社団法人日本医師会副会長。小泉小児科医院・院長、公益社団法人日本医師会・常任理事、内閣新型インフルエンザ等対策推進会議委員。厚生労働省新型コロナウイルス感染症対策アドバイザリーボード構成員、新型コロナウイルス感染症対策分科会委員などを務めた。2025年、引退表明した羽生田俊に代わり第27回参議院議員通常選挙に日本医師会の組織内候補として立候補し当選した。

## 来歴

### 生い立ち
群馬県高崎市出身。1972年（昭和47年）東京教育大学附属駒場高等学校卒業。1978年（昭和53年）日本医科大学医学部卒業。

### 医師として

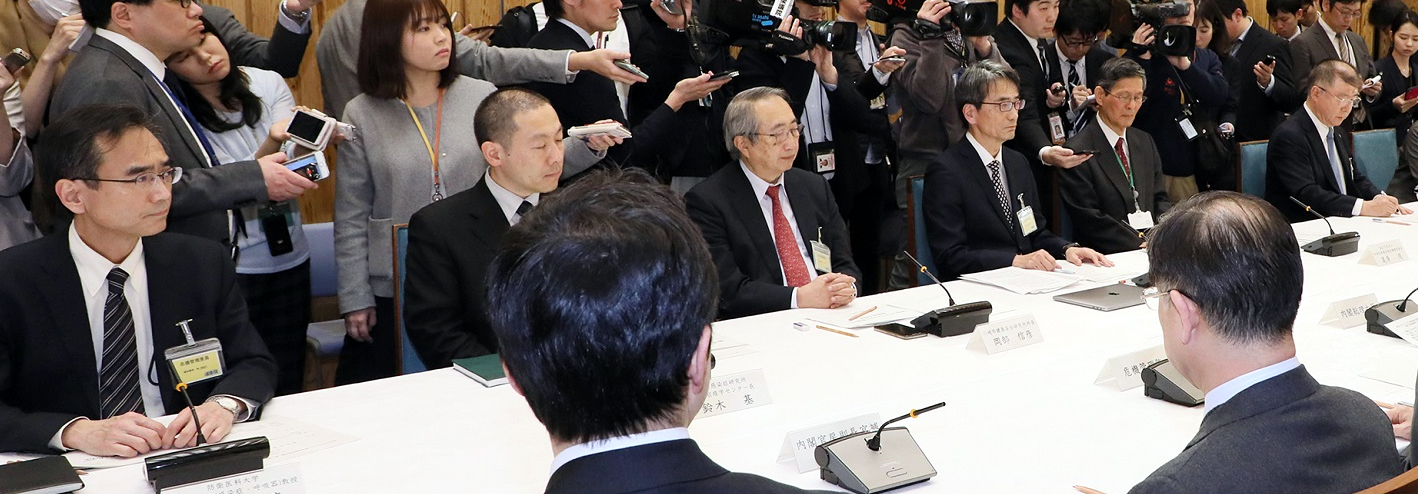
2020年2月16日、新型コロナウイルス感染症対策本部新型コロナウイルス感染症対策専門家会議の会合にて構成員川名明彦（左端）、構成員鈴木基（左から2人目）、構成員岡部信彦（左から3人目）、座長脇田隆字（右から3人目）、副座長尾身茂（右から2人目）らと

日本医科大学付属第一病院に入職し、1980年（昭和55年）に国立東静病院に転じ、小児科の医員となった。1981年（昭和56年）、再び日本医科大学に戻り、付属第一病院の小児科で医員となった。
1988年（昭和63年）、独立して開業した。地元である高崎市医師会の役職を歴任しており、1997年（平成9年）には理事、2001年（平成13年）には副会長、2005年（平成17年）には会長となった。また、2011年（平成23年）には群馬県医師会の参与に就任した。2014年（平成26年）には、日本医師会の常任理事に選出された。そのほかにも公的な役職を兼任しており、新型コロナウイルス感染症の流行を受けて内閣に設置された新型コロナウイルス感染症対策本部においては、2020年（令和2年）より新型コロナウイルス感染症対策専門家会議の構成員を務めている。
これまでの功績が評価され、2018年（平成30年）には藍綬褒章を受章している。
2024年1月31日、日本医師会の政治団体である日本医師連盟は、2025年の参院選に、釜萢を組織内候補として擁立すると発表した。今後、自由民主党に比例代表の候補として公認申請する。同年7月25日、自由民主党は釜萢を比例代表の公認候補として決定した。党の内規で定める比例代表候補の「70歳定年制」の対象だが、知名度に期待して例外扱いとした。
2025年7月20日の投開票の結果174,434票を獲得し、党内8位で参議院議員に初当選した。

## 略歴

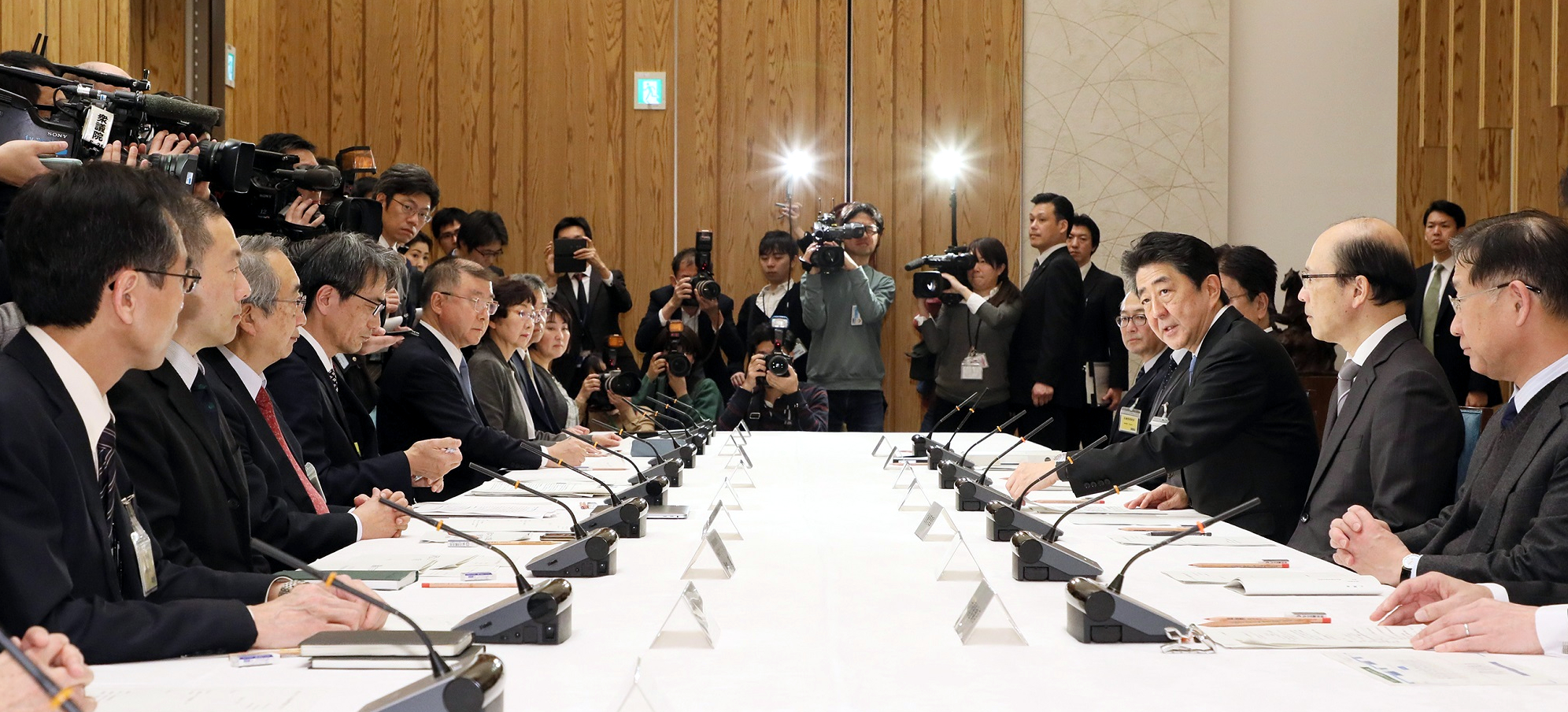
2020年2月16日、新型コロナウイルス感染症対策本部新型コロナウイルス感染症対策専門家会議の会合にて

- 1972年 - 東京教育大学附属駒場高等学校 卒業。
- 1978年 - 日本医科大学医学部 卒業。
- 1980年 - 国立東静病院 小児科医員。
- 1981年 - 日本医科大学付属第一病院 小児科医員。
- 1988年 - 開業。
- 1997年 - 高崎市医師会 理事。
- 2001年 - 高崎市医師会 副会長。
- 2005年 - 高崎市医師会 会長。
- 2011年 - 群馬県医師会 参与。
- 2014年 - 日本医師会 常任理事。
- 2020年 - 新型コロナウイルス感染症対策本部新型コロナウイルス感染症対策専門家会議 構成員。
- 2020年 - 新型インフルエンザ等対策閣僚会議新型インフルエンザ等対策有識者会議新型コロナウイルス感染症対策分科会 委員[4]。
- 2023年 - 内閣新型インフルエンザ等対策推進会議 委員に再任[10]。

## 賞歴
- 1992年（平成04年） - 高崎准看護学校校長表彰[11]。
- 1994年（平成06年） - 学校保健功労高崎市教育委員会表彰。
- 2003年（平成15年） - ぐんま小児保健賞。
- 2005年（平成17年） - 救急医療・救急業務功労者群馬県知事表彰。
- 2010年（平成22年） - 救急医療功労者厚生労働大臣表彰。

## 栄典
- 2018年（平成30年） - 藍綬褒章。

## 選挙歴
| 当落 | 選挙                     | 執行日         | 年齢 | 選挙区       | 政党       | 得票数     | 得票率 | 定数 | 得票順位 /候補者数 | 政党内比例順位 /政党当選者数 |
| ---- | ------------------------ | -------------- | ---- | ------------ | ---------- | ---------- | ------ | ---- | ------------------ | ---------------------------- |
| 当   | 第27回参議院議員通常選挙 | 2025年07月20日 | 72   | 参議院比例区 | 自由民主党 | 17万4434票 |        | 50   | 8/31               | 8/12                         |